# Partido Liberación Nacional

Parteiflagge der PLN

Partido Liberación Nacional (PLN; deutsch ‚Partei der Nationalen Befreiung‘) ist eine Partei in Costa Rica.
Die Parteifarben sind Grün und Weiß. Der Sitz der Partei befindet sich in der Hauptstadt San José. Die Partei ist Mitglied der Organisation Sozialistische Internationale.

## Geschichte
Die Partei wurde 1951 nach dem Ende des Bürgerkrieges in Costa Rica von José Figueres Ferrer gegründet. Ihre Vorläufer waren die Partido (Social) Demócrata und das paramilitärische Ejército de Liberación Nacional (ELN; „Nationale Befreiungsarmee“). Der Bürgerkrieg war nicht in erster Linie ein ideologischer Konflikt, sondern ein Kampf der Anhänger Figueres’ (vorwiegend Angehörige der Mittelklasse, Kleinunternehmer und Intellektuelle) gegen das Lager des populistischen Expräsidenten Rafael Ángel Calderón Guardia gewesen, der sowohl von der katholischen Kirche als auch von den Kommunisten unterstützt wurde. Sowohl Figueres als auch Calderón waren charismatische Anführer, die als Caudillos bezeichnet werden können. Figueres war strenger Antikommunist und ging gegen Gewerkschaften vor, andererseits trieb er, wie vor ihm schon Calderón, sozialstaatliche Reformen voran, von denen die Arbeiterschaft profitierte, verstaatlichte Banken und förderte kleine und mittlere Unternehmen. Er führte das Wahlrecht für Frauen und für Afro-Costa-Ricaner ein. Außerdem schaffte er das Militär ab, woraufhin Costa Rica bis heute einer der wenigen Nationalstaaten der Welt ohne eigene Streitkräfte ist. Die PLN war dann auch stark auf die Person Figueres’ ausgerichtet. Er führte sie bis 1978. Die von ihm begründete Ideologie wird als Liberacionismo oder Figuerismo bezeichnet.
In den folgenden Jahrzehnten war sie eine der bedeutendsten Parteien im Land. Mit dem unter wechselnden Parteinamen auftretenden Lager der Calderonistas bildete sie ein faktisches Zweiparteiensystem. Beide wechselten einander an der Macht ab, bis die calderonistische Partido de Unidad Socialcristiana (PUSC) bei der Wahl 2006 abstürzte und sich seither nicht mehr erholte. Von den 15 Präsidentschaftswahlen seit ihrer Gründung gewannen die Kandidaten der PLN neun. Neben dem Parteigründer José Figueres Ferrer gehört zu ihren prominenten Politikern der Friedensnobelpreisträger und Präsident Óscar Arias, dem 2010 seine Parteikollegin Laura Chinchilla nach den gewonnenen Präsidentenwahlen nachfolgte.
2002 verlor die Partei die Parlamentswahlen zur Asamblea Legislativa de Costa Rica und erreichte nur 27,1 Prozent der Stimmen und lediglich 17 von 57 Abgeordnetensitze im Parlament. Bei den gleichzeitigen Präsidentenwahlen konnte sich der PLN Kandidat Rolando Araya Monge mit 31 Prozent nicht gegen PUSC-Kandidat Abel Pacheco durchsetzen.
Bei den Parlamentswahlen am 5. Februar 2006 gewann die PLN 25 von 57 Abgeordnetensitze im Parlament. Bei den zeitgleich stattfindenden Präsidentenwahlen setzte sich der PLN-Kandidat Óscar Arias durch.
Bei den Wahlen im Februar 2010 gewann die PLN-Kandidatin Laura Chinchilla und ist damit erste weibliche Präsidentin Costa Ricas. Für die Präsidentschaftswahl 2014 hatte die Partei den Bürgermeister von San José, Johnny Araya Monge nominiert.
Auch wenn die PLN seit 1987 der Sozialistischen Internationale angehört und sich als Teil der sozialdemokratischen Parteienfamilie betrachtet, steht sie in einigen gesellschaftspolitischen Fragen für konservative Positionen. So hat die frühere Präsidentin Chinchilla 2010 Wahlkampf mit Law-and-Order-Themen gemacht. Sie lehnte darüber hinaus die gleichgeschlechtliche Ehe, Abtreibung und auch die „Pille danach“ ab und setzte sich dafür ein, dass Costa Rica als einziges Land Lateinamerikas den Katholizismus als Staatsreligion behält. Einige Beobachter ordnen die PLN im politischen Spektrum inzwischen eher rechts der Mitte ein.